# Онлайн общност
Онлайн общност е виртуална общност, чиито членове комуникират един с друг предимно в интернет. За мнозина онлайн общността може да се възприема като дом или „семейство от невидими приятели“. Онези, които искат да станат членове на общността, обикновено трябва да го направят чрез определен уебсайт и задължително трябва да имат интернет връзка. Онлайн общността може да приеме формата на информационна система, където членовете да публикуват информация (като Bulletin board system) или такава, където само ограничен кръг от хора мога да публикуват (Weblogs), да коментират и влизат в дискусии, да дават съвети и да си сътрудничат. Онлайн общността също така е и допълнителна форма на комуникация между хора, които се познават в истинския живот. Ной-често за комуникация се използват социални мрежи, чат стаи, форуми, пощенски списъци. Хората могат да образуват онлайн общност и чрез видеоигри, блогове и виртуални светове.

## Същност
Онлайн общностите се използват от различни социални и професионални групи посредством интернет. Това не означава, че непременно трябва да има силна връзка между членовете. Един е-майл списък за разпространение може да има стотици членове, а комуникацията, която се провежда може да бъде само информативна (да се публикуват въпроси и отговори), но членовете може да са относително непознати и тогава имаме високо ниво на членство. Това е в съответствие с либералното значение на термина „общност“.
Някои от най-ранните форми на онлайн общностите са TheGlobe.com (1994 г.), GeoCities (1994), и Tripod.com. Тези ранни общности са предшествениците на блоговете и социалните мрежи. Фокусирани са към сближаване на хората, чрез чат стаи, споделяне на лична информация и идеи от различни теми от личните им страници. Социално-мрежовата вълна на онлайн общността се появява в началото на 2000 година и се характеризира основно с онлайн общностите, като Flickr, Facebook, Twitter и Del.icio.us. Подобна тенденция започва да се появява в бизнес средите, където онлайн общностите са нещо задължително. Тези общности могат да бъдат организационни, регионални или локални, зависимост от бизнеса. От техническа гледна точка, има много софтуерни инструменти за създаване и развитие на тези общности, част от тях са – BigTent, Yahoo! Groups, Google Groups, LISTSERV, Microsoft SharePoint и IBM Lotus Connections.
От средата на 1990-те години, когато интернет започва масово да се разпространява, започва да се насърчава и разпространението на онлайн общностите. Различните общности имат различни нива на взаимодействие и участие сред своите членове. Много от обществата, които се управляват от Homeowner Associations използват сайтове, за да улеснят всички комуникации, търговски сделки и социални начинания от всякакъв вид. Също както традиционните социални групи или клубове, онлайн общностите често се разделят на различни на групи по интереси и дори се отделят и създават нова общност. Авторът Ейми Джо Ким посочва потенциалната разлика между традиционните структурирани онлайн общества (табла за съобщения, чат стаи и т.н.) и по-индивидуалните социални инструменти (блогове, обмен на съобщения между приятели) и казва, че именно по-индивидуалните социални инструменти са по-популярни.

## Класификация на онлайн общностите
Редица автори са се занимавали с класифицирането на онлайн обществата и по какъв начин те са структурирани. Твърди се, че от техническа гледна точка могат да се разделят на различни категории. Тези категории се определят от това дали страниците могат да се създават и редактират от много хора (както е в случая с Уикипедия) или само някои потребители могат да публикуват и редактират, какъвто е случаят с блоговете.
Друго изследване класифицира онлайн общността като гледа от страната на членовете в него. Друг начин за класифициране на онлайн обществата е да се отделят различни категории, според моделите на поведение и характер на потребителите в тях.

## Жизненият цикъл на онлайн обществата
Според теорията на Ейми Джо Ким за жизнения цикъл на обществата, всеки един член започва първо като посетител или зрител. Постепенно начинаещите започват да участват в обществения живот. След като започнат да допринасят по някакъв начин с участието си, стават все по-редовни. Ако успеят да пробият и следващата бариера на просто „редовни посетители“, те стават лидери и след като вече са допринесли за общността, те стават старейшини. Този т.н. жизнен цикъл може да се види и приложи в много виртуални общности, най-вече във форумите, но също така и в блоговете и общностите като Уикипедия.
Подобен модел на „израстване“ показват и Лейв и Венгер в своите трудове. Те показват пет етапа на развитие.
1. Peripheral (т.е. Наблюдател) – имат неструктурирано участие
2. Inbound (т.е Новак) – представя се в общността и започва пълноценно участие.
3. Insider (т.е. Редовен) – напълно отдаден участник в общността.
4. Boundary (т.е. Лидер) – лидер, поддържа членството
5. Outbound (т.е. Старейшина) – в процес на напускане на общността вследствие на появата на нови взаимоотношение, нови постове и нови перспективи.

## Добродетелен цикъл на онлайн общността
Повечето онлайн общности растат бавно в началото. Това се дължи от части на факта, че силата на мотивацията за принос обикновено е пропорционална на размера на общността. С увеличаването на размера на потенциалната аудитория, се увеличава желанието за повече активност. Колкото повече хора започнат да участват, толкова повече мотивацията за активност ще се увеличи. Така се създава добродетелен цикъл, където голямата активност и участие, пораждат още по-голяма активност и участие.